# Katarzyna Kraska
Katarzyna Kraska z domu Szostak (ur. 6 maja 1993) – polska sztangistka rywalizująca głównie w kategorii do 63 kg. Uczestniczka mistrzostw świata i Europy. Medalistka mistrzostw Polski.
Na arenie międzynarodowej startuje w kategorii do 63 kg. W 2010 roku zajęła 4. miejsce w europejskich kwalifikacjach do Letnich Igrzysk Olimpijskich Młodzieży 2010, uzyskując rezultat 173 kg. 2 lata później, z wynikiem 187 kg, zajęła 5. pozycję w mistrzostwach Europy juniorów. W 2014 roku uplasowała się na 6. miejscu na mistrzostwach Europy do lat 23, uzyskując w dwuboju 190 kg. W 2016 zajęła 7. pozycję w mistrzostwach Europy seniorów, uzyskując rezultat 197 kg.
Medalistka mistrzostw Polski.
6 kwietnia 2013 roku wzięła ślub z Adamem Kraską (który także jest sztangistą) i przyjęła jego nazwisko.